# Emilio Salgari
Emilio Salgari (Verona, 1862. augusztus 21. – Torino, 1911. április 25.) népszerű olasz kalandregényíró, többek között a Sandokan és a fekete kalóz regénysorozatok szerzője. Bár leginkább a kalandregényeiről ismert, de emellett az olasz fantasztikus irodalom úttörőjének is tartják.

## Élete
Emilio Salgari 1862. augusztus 21-én született Veronában egy kiskereskedő család gyermekeként. Édesapja veronai, édesanyja pedig velencei származású volt. 1878-ban a velencei P. Sarpi Királyi Hajózási Technikum hallgatója lett, de nem sikerült a tengerészkapitányi végzettséget megszereznie. Ennek ellenére egész életében büszkén viselte ezt a meg nem szerzett címet. Az egyetlen jelentős tapasztalatát az Adriai-tenger partjai mentén szerezte, amikor 3 hónapot töltött az „Italia Una” fedélzetén. Ennélfogva nem volt személyes tapasztalata azokról a távoli országokról, amelyekről annyi részletes leírást adott a könyveiben.
Az első művét, amelyet sikerült publikálnia, a „Pápuaföld vademberei” címen jelentette meg. Ezt a történetet 20 éves korában írta és 4 részben közölte le egy milánói hetilap. 1883-tól jelentős sikert ért el a „Maláji tigris” című regényével, amelyet ugyancsak részletekben publikált. A kiadó ebben az esetben a veronai „La nuova Arena” volt. A sikerek ellenére Salgari nem könyvelt el jelentős bevételt. 1884-ben a „Mahdi kedvence” következett ugyancsak folytatásokban, amelyet 7 évvel azelőtt, 1877-ben írt.
1889-ben édesapja öngyilkosságot követett el. 3 évvel később összeházasodott Ida Peruzzi színésznővel, akivel Torinóba költözött. Ezt követően Salgari szerződést kötött Speirani szerkesztővel, amely egy termékeny korszakot eredményezett. 1892 és 1898 között megközelítőleg 30 művet publikált. 1898-ban Antonio Donath szerkesztő megrendelésére kezdett írni, először Genovában, majd Torinóban. 1906-ban pedig a Bemporad kiadónak dolgozott.
Salgari munkásságát tekintve nemcsak a minőség, hanem a mennyiség is megemlíthető. Összesen több mint nyolcvan művet írt, de ha a rövid elbeszéléseket is számoljuk, akkor ezek száma meghaladja a kétszázat. A történetek többnyire kalandregény-sorozatok részét képezték. A legjelentősebb és legnépszerűbb hősei Sandokan, Yanez De Gomera és a fekete kalóz voltak. Népszerűségét az is jelezte, hogy számos neki tulajdonított hamisítványt adtak ki, amelyek száma a százat is meghaladta. Ezek közül némelyiket Salgari saját gyermekei terjesztették.
Bár számos regénye jelentős sikert ért el, de utólag kijelenthető, hogy Salgari naivitásának köszönhetően anyagilag igazából a kiadók profitáltak. Salgari élete végéig komoly anyagi nehézségekkel küzdött. 1903-tól felesége elmeállapota olyannyira leromlott, hogy orvosi kezelésre szorult, ami tovább növelte Salgari adósságait. Az erőfeszítések azonban nem vezettek eredményre és 1911-ben Ida Peruzzi elmegyógyintézetbe került. A fenti nehézségek felemésztették Salgari lelkierejét és kétségbeesésében 1911. április 25-én öngyilkosságot követett el Torinóban. A harakiri elkövetése előtt levelet írt gyermekeinek és egy elmarasztaló írást hagyott hátra a szerkesztőinek.

## Magyarul
- Az alaszkai aranyásók. Kalandos regény; ford. Zigány Árpád; Athenaeum, Bp., 1911
- Az aranymezők királynője. Kalandos regény; ford. Zigány Árpád; Athenaeum, Bp., 1911
- A kék hegyek kincse. Kalandos regény; ford. Zigány Árpád; Athenaeum, Bp., 1911
- Cserna grófja az Idegenek Légiójában. Kalandos regény; ford. Zigány Árpád; Athenaeum, Bp., 1911
- A bermudai kalózok; ford. Félegyházi Endre; Palladis, Bp., 1939; (2.) Totem, Bp., 1992
- A kalózbáró diadala; ford. Félegyházi Endre; Palladis, Bp., 1939; (2.) Totem, Bp., 1994
- Maláj kalózok. Regény; ford. Félegyházy Endre; Palladis, Bp., 1942
- Zivatar kapitány. Regény; ford. Félegyházy Endre; Palladis, Bp., 1942
- A Fekete Kalóz; ford. Majtényi Zoltán; Móra, Bp., 1984; (2.) Holnap, Bp., 2012
- A Maláj Tigris; A TV-sorozatból készült képes-reklámújság; Lapkiadó Vállalat, Bp., 1984 /15.sz.
- Sandokan, A Maláj Tigris; ford. Majtényi Zoltán; Robur 1-2.szám; Móra, Bp., 1984

## Képgaléria

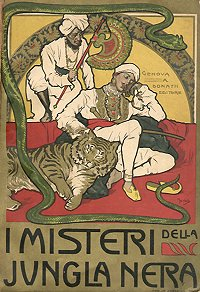
„A dzsungel rejtélyei” fedőlapja
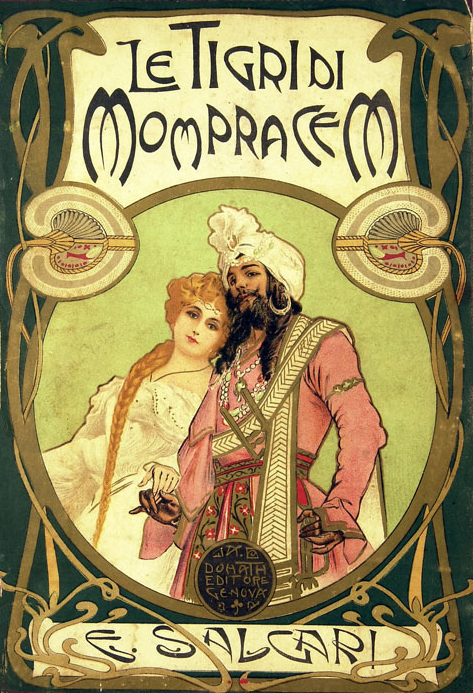
„A Mompracem tigrisei” fedőlapja
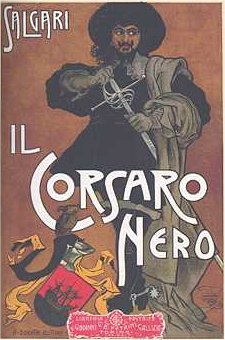
„A fekete kalóz” fedőlapja
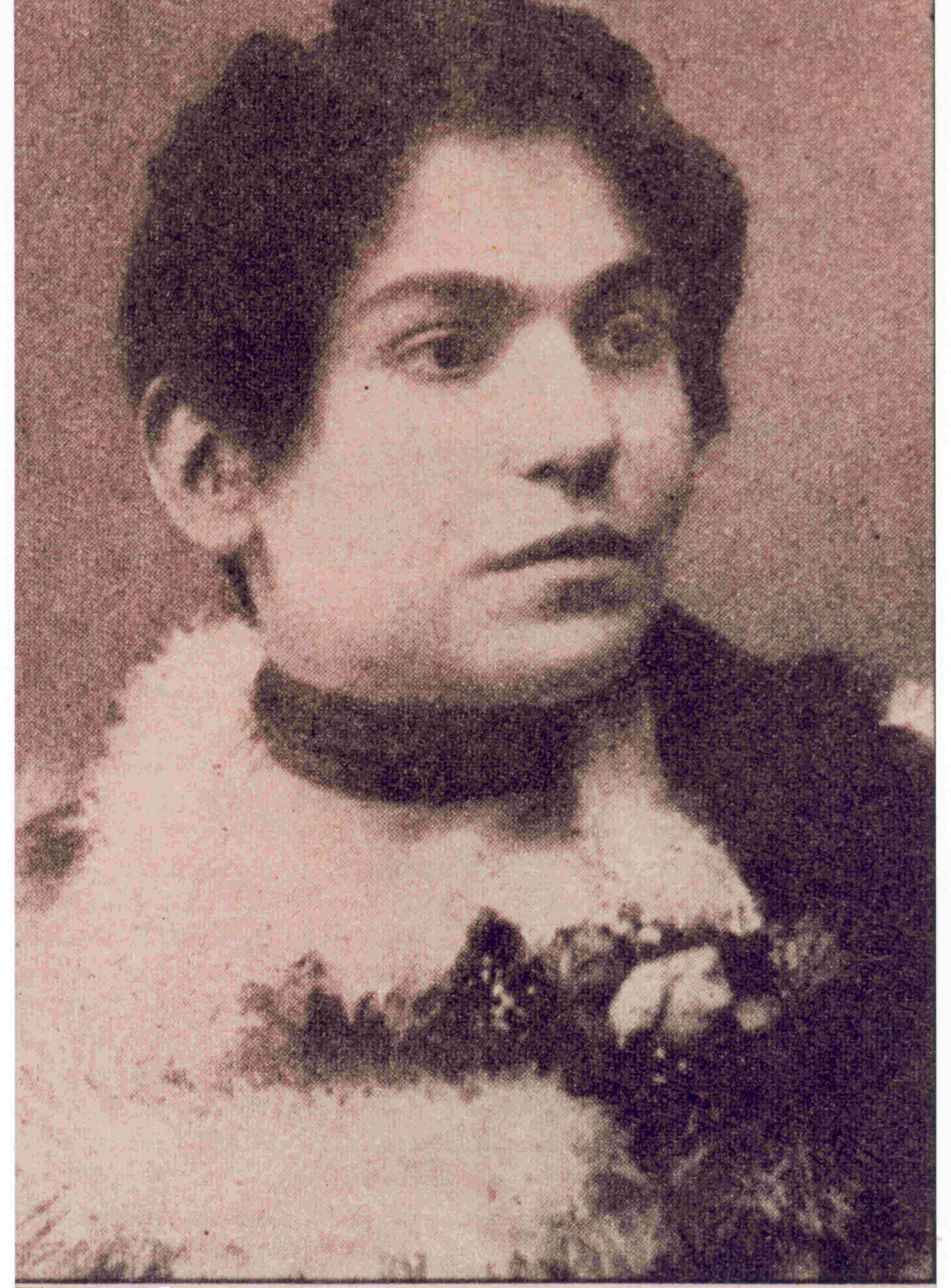
Ida Peruzzi színésznő, Salgari házastársa